# Балканская кухня
Кухня народов Балканского полуострова имеет особые, специфические элементы, такие как приправы из перца, частое употребление супов. Географическое расположение Балканского полуострова обусловило наличие общих элементов между кулинарными традициями балканских стран и кухнями соседних культур. Таким образом, «балканская кухня» является скорее сборным понятием, чем отдельной кухней.

## Кухни, входящие в понятие балканской кухни
Понятие «балканская кухня» включает в себя кухни следующих стран:
- Албания (албанская кухня)
- Болгария (болгарская кухня)
- Босния и Герцеговина (боснийская кухня, сербская кухня, хорватская кухня)
- Греция (греческая кухня)
- Республика Косово (косовская кухня)
- Северная Македония (кухня Северной Македонии)
- Румыния (румынская кухня)
- Сербия (сербская кухня)
- Турция (турецкая кухня)
- Хорватия (хорватская кухня)
- Черногория (черногорская кухня)

## Специфика кухни
Балканская кухня в основном состоит из плотных и сытных блюд, что объясняется суровыми зимами и коротким вегетационным периодом этого региона. Один прием пищи может включать в себя несколько крахмалосодержащих блюд: к примеру, отварной картофель и лапша могут быть поданы совместно в качестве гарнира к основному блюду, при этом сопровождаясь хлебом или булочками.
Всевозможные корнеплоды, такие как свекла, морковь, картофель и репа, наряду с кочанной и цветной капустой составляют основу кухни всех балканских стран. Фаршированный перец и овощные пирожки можно встретить в каждой стране Балканского полуострова. Сезонные грибы собирают и сушат, используя их в качестве главного ингредиента многих блюд. Продукты переработки зерна пшеницы, ржи, овса широко распространены ввиду того, что эти зерновые культуры быстро спеют и долго хранятся. Некоторые страны также возделывают виноград для его потребления в свежем виде, высушивания изюма и его переработки в варенье, сиропы и вина. Культивация оливковых деревьев и кукурузы встречается достаточно часто, что является признаком влияния средиземноморской культуры.

## История
В средневековой повести о воеводе Дракуле, проживавшем в Мутьянской земле (Румыния), приводится описание пиршественных столов, уставленных тиссайской стерлядью, дунайскими сомами, царскими индейками и запечёнными по-королевски поросятами.

## Традиционные блюда
- Айвар
- Долма
- Мусака
- Пахлава
- Пита
- Халва
- Чевапчичи

## Пряности
Приправы в балканской кухне обычно добавляются в умеренных количествах, их назначение — оттенить основные вкусовые качества продукта. Обязательное условие — только свежие ингредиенты. Зеленый сладкий перец используется в салатах, красный острый — в приправах. Приготовление приправ на Балканах является особым ритуалом: зрелый красный перец, удалив из него сердцевину, сначала сушат, а затем размалывают.

## Традиционные напитки
- Ракия